# Súni Olsen
Súni Olsen (Tórshavn, 7 maart 1981) is een Faeröers voetballer die momenteel voor Víkingur Gøta op de Faeröer speelt. Hij is een middenvelder. In het seizoen 2001-2002 heeft hij in Nederland bij FC Zwolle gevoetbald.

## Carrière
| Seizoen   | Club          | Land       | Competitie              | Wed. | Goals |
| --------- | ------------- | ---------- | ----------------------- | ---- | ----- |
| 1997-2000 | GÍ Gøta       | Faeröer    | Meistaradeildin         | 48   | 20    |
| 2001-2002 | FC Zwolle     | Nederland  | Eerste divisie          | 22   | 2     |
| 2002-2005 | GÍ Gøta       | Faeröer    | Meistaradeildin         | 47   | 26    |
| 2005-2007 | AaB Aalborg   | Denemarken | SAS Ligaen              | 26   | 1     |
| 2008      | Viborg FF     | Denemarken | Viasat Sport Divisionen | 7    | 1     |
| 2008      | B36 Tórshavn  | Faeröer    | Meistaradeildin         | 2    | 0     |
| 2009-2010 | Víkingur Gøta | Faeröer    | Meistaradeildin         | 38   | 10    |
| 2011-2013 | B36 Tórshavn  | Faeröer    | Meistaradeildin         | 43   | 8     |
| 2014-2015 | Víkingur Gøta | Faeröer    | Meistaradeildin         | –    | –     |
| 2016-2017 | KÍ Klaksvík   | Faeröer    | Meistaradeildin         | –    | –     |

## Erelijst
| Nationaal               |    |         |
| Kampioen Eerste Divisie | 1x | 2001/02 |

## Doelpunten nationaal elftal
| #  | Datum             | Plaats           | Tegenstander | Score | Einduitslag | Competitie             |
| -- | ----------------- | ---------------- | ------------ | ----- | ----------- | ---------------------- |
| 1. | 10 september 2003 | Toftir, Faeröer  | Litouwen     | 1–1   | 1–3         | Kwalificatie EURO 2004 |
| 2. | 9 september 2009  | Toftir, Faeröer  | Luxemburg    | 3–1   | 4–2         | Vriendschappelijk      |
| 3. | 4 juni 2008       | Tallinn, Estland | Estland      | 3–3   | 3–4         | Vriendschappelijk      |
| 4. | 9 september 2009  | Toftir, Faeröer  | Litouwen     | 1–0   | 2–1         | Kwalificatie WK 2010   |